# Carmen Lavani
Carmen Lavani (Privas, 8 maggio 1942) è un soprano italiano.

## Biografia
Carmen Lavani è nata in Francia da genitori italiani l'8 maggio 1942. Compiuti in Italia gli studi umanistici e, presso il Conservatorio di Milano, quelli musicali, ha frequentato i corsi di perfezionamento del Teatro alla Scala e dell'Accademia Musicale Chigiana, con Gino Bechi e Rigacci, aggiudicandosi due diplomi di merito nel 1966 e 1967.
Negli stessi anni è vincitrice di due diplomi nazionali di borsa di studio ai concorsi ENAL. Nel 1966 il Circolo degli Artisti di Torino le assegna il diploma di merito. Nel 1967 al concorso del Teatro San Carlo di Napoli (con in commissione: Franco Capuana, Giulietta Simionato, Maria Caniglia e Carlo Tagliabue) si aggiudica il primo premio assoluto. Nel 1968 vince il Concorso Teatro lirico sperimentale Adriano Belli di Spoleto e inizia la sua attività teatrale, debuttando in Lauretta nel Gianni Schicchi, con Leo Nucci, e in Suor Genovieffa nella Suor Angelica, entrambe le opere dirette da Ottavio Ziino. Canta nella Pia de' Tolomei di Donizetti al Comunale di Bologna e nel 1969 negli Astrologi Immaginari di Paisiello alla Radio della Svizzera Italiana. Sempre nel 1969 registra con l'Orchestra Sinfonica di Torino della RAI, il suo primo concerto lirico e con l'Orchestra Sinfonica di Roma della RAI, un concerto dedicato a musiche di Luigi Dallapiccola, diretto da Nino Sanzogno. Sempre in quell'anno, al Teatro Morlacchi di Perugia, debutta in Don Pasquale con Leo Nucci e Alfredo Mariotti.
Da questo momento Carmen Lavani inizia un percorso artistico che per oltre venti anni la vedrà prima come Soprano lirico-leggero nei ruoli brillanti di coloratura e soubrette, (la Susanna de Le Nozze di Figaro la vedrà protagonista in ben 12 edizioni in Italia e all'estero, compresa quella con la regia di Luchino Visconti ripresa da Alberto Fassini), poi, attraverso un considerevole sviluppo vocale, ottenuto attraverso la ricerca di un cimento sempre maggiore e sempre più stimolante, ai ruoli del repertorio lirico drammatico. Nel 1984 si impone come autentico soprano verdiano, in una sorprendente affermazione come Leonora nella Forza del destino, al Teatro Verdi di Trieste. Nel 1985 sempre al Teatro Verdi di Trieste, il debutto nell'opera Jenůfa di Leoš Janáček. In un'operazione squisitamente "di teatro" con Ecuba di Nicola Manfroce, Carmen Lavani riesce a trasferire, con una formidabile tensione, tutta la potenza espressiva della tragedia greca.
È importante ricordare, ai fini di un'esatta esposizione dello spirito che ha animato lo studio e la carriera di Carmen Lavani, l'incontro al festival di Divonne-les-Bains con René Clair, che costituirà, grazie ai suoi suggerimenti e alla sua stima, una pietra miliare e un prezioso incremento artistico soprattutto in relazione alla complementarità fra cantante e attrice, che ha caratterizzato tutta la carriera di Carmen Lavani.
Il 12 agosto 2022 la cantante è stata insignita del Premio alla carriera "Città di Varazze".

## Carriera
Ha iniziato a livello internazionale con la Nannetta del Falstaff prima con Mario Petri e poi con Tito Gobbi e la Barbieri a Monte Carlo, diretta da Franco Mannino poi a Tolosa, sempre con la Barbieri, ma con Giuseppe Taddei. Passerà dalla Sophie del Il cavaliere della rosa a Genova, alle tante edizioni de Le nozze di Figaro (a Roma e Venezia con la regia di Luchino Visconti, a Torino con Peter Maag, a Bologna con Zoltán Peskó, a Palermo, Genova, Nizza, Montecarlo), dalle edizioni de Il Pipistrello con Gianfranco De Bosio a Bologna e a Genova, nel ruolo di Adele, a Giulietta ne I Capuleti e i Montecchi, alla Contessa Rosina, a Donna Anna al Festival di Villa Reale di Marlia a Lucca. Dalla Mimì ne La bohème, alla Luisa del Matrimonio al convento di Sergej Sergeevič Prokof'ev (diretta da J. Temirkanov, al Comunale di Firenze con la regia di entrambe le opere di Ugo Gregoretti). Dagli Stabat Mater e Requiem di Antonín Dvořák, alla Nona sinfonia di Ludwig van Beethoven con Macal, da Le Campane di Sergej Vasil'evič Rachmaninov al Festival dei Due Mondi dirette da J. Aronovich, alla Forza del destino e Jenufa a Trieste, al Requiem di Verdi, con la Pittsburg Symphony Hall, alla Leonora de Il trovatore del New Jersey, a Ecuba delle Posidonie, a Fiordiligi di Torino, Pisa, Catania e altre città.
Fra i dischi incisi è da sottolineare quello con la R.C.A. dell'opera Soltanto il rogo di Franco Mannino in cui, con il singolare ruolo di una strega, Carmen Lavani ha cantato nel registro di mezzosoprano.
Vanno ricordati i teatri e le istituzioni musicali che hanno ospitato Carmen Lavani nell'arco della carriera: il Teatro alla Scala di Milano, l'Opera di Salisburgo, l'Opera di Roma, il Maggio Musicale Fiorentino, la Fenice, il Teatro comunale di Bologna, il Regio di Torino, il Teatro Verdi di Trieste, il Regio di Parma, il Teatro Massimo Vittorio Emanuele di Palermo, il Bellini di Catania, il Teatro Carlo Felice di Genova, l'Opera di Montecarlo, il Capitole di Tolosa, l'Opera di Nizza, il San Carlo di Lisbona, l'Accademia nazionale di Santa Cecilia, il Kennedy Center di Washington, alla Pittsburgh Symphony Hall, il Festival di Aix-en-Provence, il Festival dei Due Mondi, il Festival di Ann Arbor, la Sagra Umbra, gli Auditorium della RAI di Milano, Torino, Roma e Napoli, le televisioni italiana, svizzera, tedesca e francese.
I maestri con cui ha collaborato: Vittorio Gui, Gianandrea Gavazzeni, Peter Maag, Piero Bellugi, Nino Sanzogno, Claudio Abbado, Wolfgang Sawallisch, Carlo Maria Giulini, Yuri Ahronovich, Vladimir Del'man, Zoltán Peskó, Jurij Temirkanov, Raymond Leppard, Gustav Kuhn, Franco Mannino e altri.
I registi: Margherita Wallmann, Jean-Pierre Ponnelle, Virginio Puecher, Filippo Sanjust, Franco Enriquez, Giorgio Albertazzi, Pier Luigi Pizzi, Tito Gobbi, Peppino De Filippo, Giancarlo Sbragia, Paolo Poli, Aldo Trionfo, Sylvano Bussotti, Ugo Gregoretti, Gianfranco De Bosio, Giulio Chazalettes e altri.

## Repertorio operistico
- Giulietta - I Capuleti e i Montecchi - Bellini
- Euridice - La favola d'Orfeo - Casella
- Alinda/Il Sole - Giasone - Cavalli
- Giacinta - Orontea - Cesti
- Egilone - Gli Abenceragi - Cherubini
- Carolina - Il matrimonio segreto - Cimarosa
- Bita - Il mercato di Malmantile - Cimarosa
- Norina - Don Pasquale - Donizetti
- Stefanina - Il giovedì grasso - Donizetti
- Bice - Pia de' Tolomei - Donizetti
- Lesbina - Il filosofo di campagna - Galuppi
- Lisetta - Il mondo della luna - Galuppi
- Veremonda - L'Ambleto - Gasparini
- Donna Elvira - Don Giovanni o Il convitato di pietra - Gazzaniga
- Olga - Fedora - Giordano
- Sivene - Le cinesi - Gluck
- Clarice - Il mondo della luna - Haydn
- Clarice - La canterina - Haydn
- Jenufa - Jenůfa - Janáček
- Ecuba - Ecuba - Manfroce
- Luisa - La speranza - Mannino
- Marga Calder - Soltanto il rogo - Mannino
- Liscione - La Dirindina - Padre Martini
- Isabella - Il podestà di Colognole - J. Melani
- Clorinda - Il combattimento di Tancredi e Clorinda - Monteverdi
- Drusilla - L'incoronazione di Poppea - Monteverdi
- Despina- Così fan tutte - W.A. Mozart
- Fiordiligi - Così fan tutte - W.A. Mozart
- Zerlina - Don Giovanni - Mozart
- Donna Anna - Don Giovanni - Mozart
- Serpetta - La finta giardiniera - Mozart
- Susanna- Le nozze di Figaro - Mozart
- Contessa d'Almaviva - Le nozze di Figaro - Mozart
- Clarice - Gli astrologi immaginari - Paisiello
- Serpina - La serva padrona - Pergolesi
- Livietta - Livietta e Tracollo - Pergolesi
- Nena - Lo frate 'nnamorato - Pergolesi
- Luisa - Matrimonio al convento - Prokofiev
- Ninetta - L'amore delle tre melarance - Prokofiev
- Lauretta - Gianni Schicchi - Puccini
- Mimì - La bohème - Puccini
- Suor Genovieffa - Suor Angelica - Puccini
- Belinda- Didone ed Enea - H. Purcell
- Uno spirito - Didone ed Enea - H. Purcell
- Angelica - La serva e l'ussaro - L. Ricci
- Adina - Adina o Il califfo di Bagdad - Rossini
- Contessa Adele - Il Conte Ory - Rossini
- Clarina - La cambiale di matrimonio - Rossini
- Clorinda - La Cenerentola - Rossini
- Giulia - La scala di seta - Rossini
- Colombina – Arlecchinata - Salieri
- Costanza - La Griselda - A. Scarlatti
- Almirena - Il Biante - Stradella
- Artemisia – Il Trespolo tutore - Stradella
- Adele - Il pipistrello - J. Strauss jr.
- Sophie - Il cavaliere della rosa - R. Strauss
- Elisabetta - Don Carlo - Verdi
- Nannetta - Falstaff - Verdi
- Leonora - Il trovatore - Verdi
- Leonora - La forza del destino - Verdi
- Megacle - L'Olimpiade - Vivaldi
- Fatima – Abu Hassan - Weber
- Una damigella - Il franco cacciatore - Weber
- Gasparina- Il campiello - Wolf-Ferrari
- Lucieta - Il campiello - Wolf-Ferrari

## Repertorio sinfonico
- Concerto arie d'Opera - Autori vari - RAI - Torino - dir. Tito Petralia
- Cori di Michelangelo - L. Dallapiccola - RAI - Roma - dir. Nino Sanzogno
- Peer Gynt (Solveig) - E. Grieg - RAI - Torino - dir. Piero Bellugi
- Pulcinella - I. Stravinskij - RAI – Napoli - dir. Gabriele Ferro
- Il Natale del Redentore - L. Perosi - Autunno Trevigiano - Treviso - dir. Gianandrea Gavazzeni; Teatro Comunale - Genova - dir. F. Scaglia
- Madrigali guerrieri e amorosi - C. Monteverdi - Teatro Comunale - Genova – Marcello Panni
- Stabat Mater - G.B. Pergolesi - Salò Festival – dir. Agostino Orizio
- Petite Messe Solennelle - G. Rossini - Francia - Besnadiere Festival
- La Betulia liberata - W. A. Mozart - Sagra Musicale Umbra - Perugia –dir. P. Bellugi
- Sogno di una notte di mezz'estate - F. Mendelssohn - RAI – Roma - Peter Maag
- Dixit Dominus - G. F. Händel/Dixit Dominus - A. Vivaldi - RAI – Roma - dir. Nino Antonellini
- Lazarus/Messa in si b maggiore - F. Schubert - Teatro alla Scala - dir.G. Teurig
- Concerto con cembalo e pianoforte antico - Autori vari - Bologna – dir. L. F. Tagliavini
- Cantata BWV 198 - Trauer Musik - J. S. Bach/Hymne – Mendelssohn/Lauda per la Natività - O. Respighi - Acc. Naz. Santa Cecilia - dir. Giulio Bertola
- Le campane - S. Rachmaninov - Spoleto Festival – dir. Yuri Ahronovich
- Stabat Mater - A. Dvořák - RAI – Torino/Teatro Comunale di Bologna/NAC – Ottawa - dir. Z. Maçal
- Requiem -A. Dvořák - Hannover - N.D.R – dir. Z. Maçal/Teatro Regio di Torino – dir. J. Ahronovich
- IX Sinfonia - L. van Beethoven - St. Eustache – Parigi – dir. Z. Maçal/Festival de la Méditerranée - Z. Maçal
- Messa in do maggiore - L. van Beethoven - RAI Torino – dir. Franco Caracciolo
- Requiem - G. Verdi - Pittsburgh Symphony Orchestra – dir. Z. Maçal/Ann Arbor Festival - Z. Maçal

## Discografia
- 1987 - Mannino: Soltanto il rogo (R.C.A.)
- 1999 - Paisiello: Gli astrologi immaginari
- 2001 - Purcell: Dido and Aeneas
- 2006 - Weber: Der Freischütz
- 2006 - Cherubini: Les Abencérages - CD
- 2007 - Rossini: La scala di seta - DVD
- 2009 - Strauss: Il pipistrello - DVD (Collana "Le grandi Operette" Fabbri Editori)